# Cavalcade (Black Midi)
Cavalcade è il secondo album del gruppo musicale math rock Black Midi, pubblicato il 26 maggio 2021 dalla Rough Trade.
Subito dopo aver pubblicato Schlagenheim, il gruppo ha iniziato a lavorare al nuovo album, più precisamente a giugno del 2019. Come il primo, anche questo è stato registrato durante delle jam session.

## Tracce
1. John L – 5:13
2. Marlene Dietrich – 2:53
3. Chondromalacia Patella – 4:49
4. Slow – 5:37
5. Diamond Stuff – 6:20
6. Dethroned – 5:02
7. Hogwash and Balderdash – 2:32
8. Ascending Forth – 9:53